# Lironville
Lironville ist eine französische Gemeinde mit 131 Einwohnern (Stand: 1. Januar 2022) im Département Meurthe-et-Moselle in der Region Grand Est (bis 2015 Lothringen). Die Gemeinde gehört zum Arrondissement Toul und zum Kanton Le Nord-Toulois. Die Einwohner werden Lironvillais genannt.

## Geografie
Lironville liegt etwa 30 Kilometer südsüdöstlich von Metz im Regionalen Naturpark Lothringen. Umgeben wird Lironville von den Nachbargemeinden Limey-Remenauville im Westen und Norden, Mamey im Nordosten und Osten, Martincourt im Südosten, Manonville im Südosten und Süden sowie Noviant-aux-Prés im Süden und Südwesten.

## Bevölkerungsentwicklung
| Jahr                       | 1962 | 1968 | 1975 | 1982 | 1990 | 1999 | 2006 | 2019 |
| Einwohner                  | 114  | 110  | 84   | 84   | 95   | 82   | 105  | 131  |
| Quellen: Cassini und INSEE |      |      |      |      |      |      |      |      |

## Sehenswürdigkeiten
- Kirche Saint-Rémi, nach 1918 wieder errichtet
- Französischer Nationalfriedhof aus dem Ersten Weltkrieg

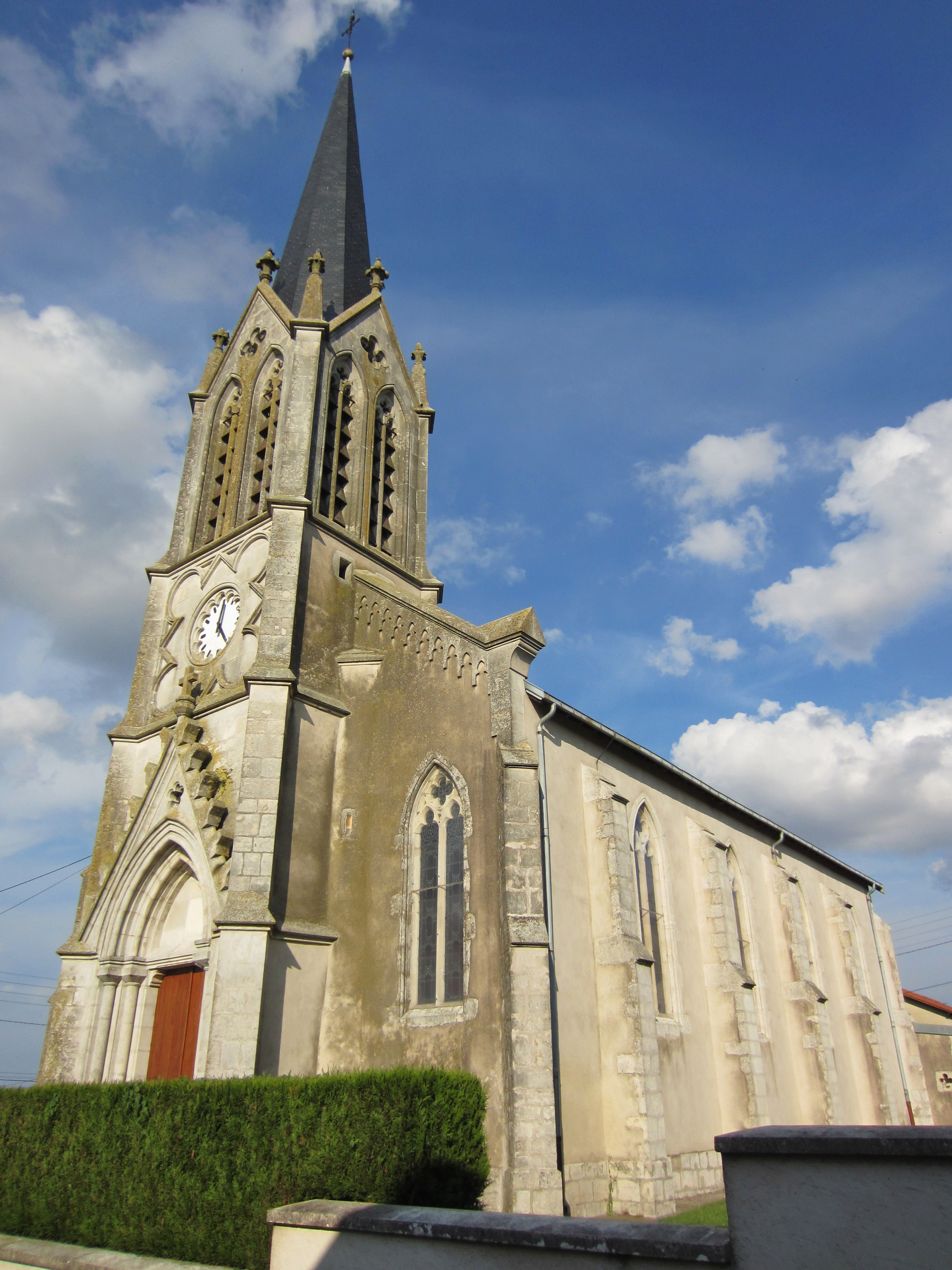
Kirche Saint-Rémi